# Куприянец, Олег Семёнович

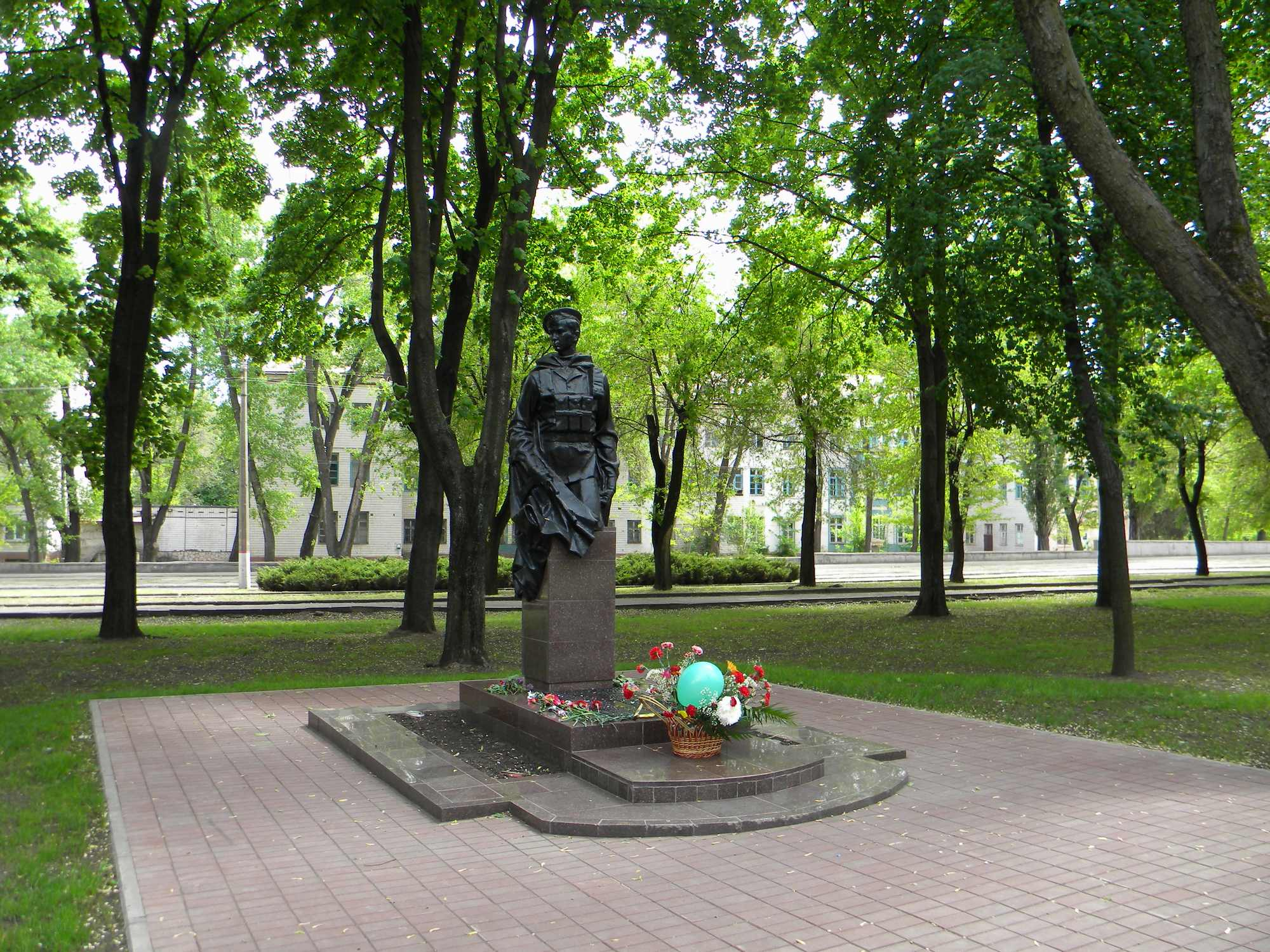
Имя на памятнике воинам-интернационалистам на Дзержинке (Кривой Рог)

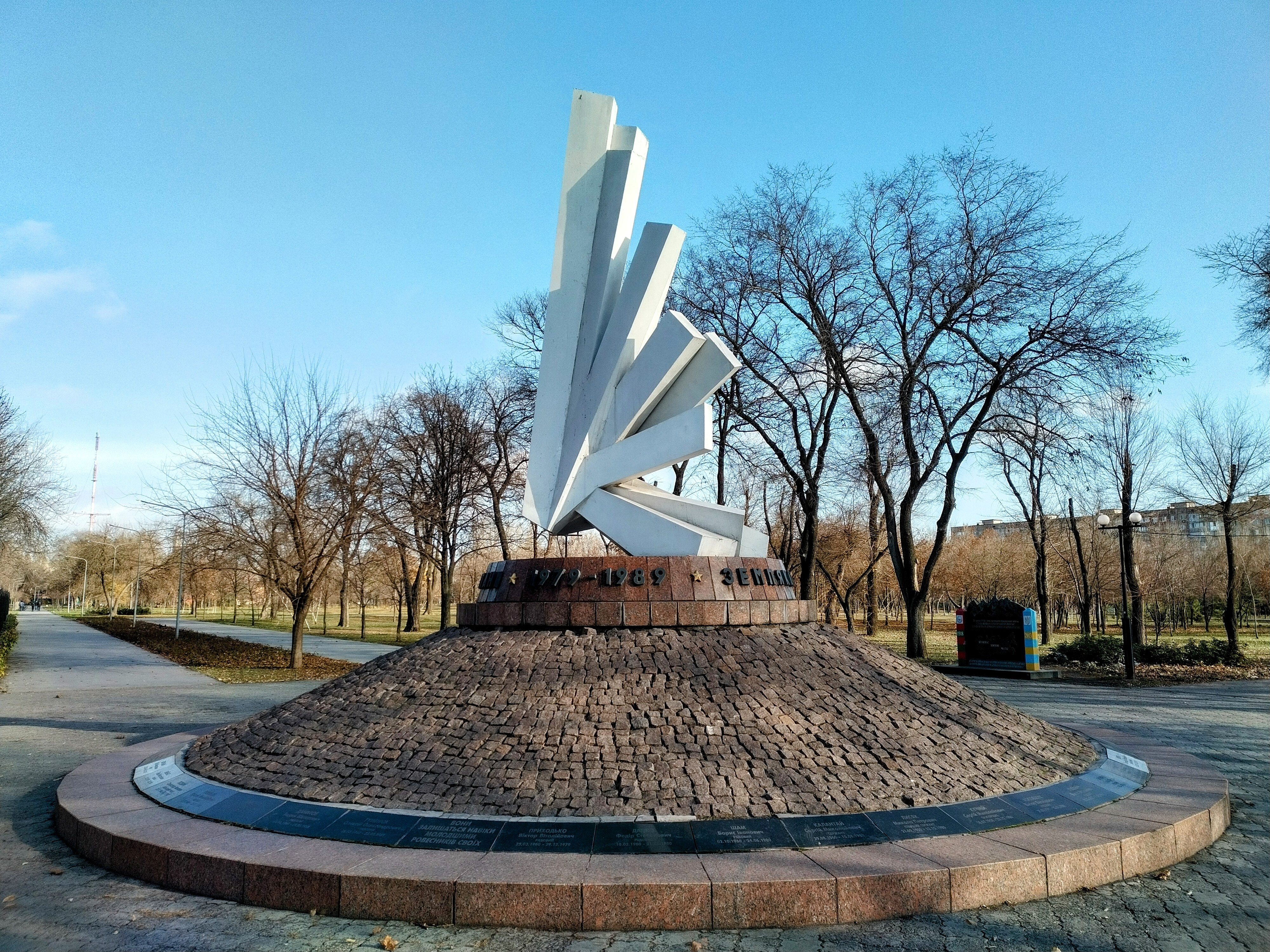
Имя на памятнике воинам-интернационалистам в Юбилейном парке (Кривой Рог)

Куприянец Олег Семёнович (16 марта 1963, Кривой Рог, Днепропетровская область — 4 декабря 1982, Нахрин, Баглан) — советский военнослужащий, младший сержант, командир танка, участник Афганской войны.

## Биография
Родился 16 марта 1963 года в городе Кривой Рог Днепропетровской области в рабочей семье.
Окончил школу № 98 в Кривом Роге.
В 1981 году окончил профессионально-техническое училище № 14 в Киеве. Поступил на работу наладчиком радиоаппаратуры на завод имени Артёма в Киеве.
17 октября 1981 года призван в Вооружённые силы СССР Киевским РВК. В апреле 1982 года направлен в Афганистан, младший сержант, командир танка 149-го мотострелкового полка 201-й мотострелковой дивизии. За время службы участвовал в 35 боевых выходах, проявил себя как смелый и решительный командир.
3 декабря 1982 года, в бою у кишлака Боз-Дарре провинции Баглан, получил тяжёлое ранение в голову. Умер 4 декабря 1982 года в госпитале.
Похоронен в Кривом Роге на аллее славы кладбища «Визирка» (могила 8).

## Награды
- Орден Красной Звезды (посмертно)[1][2].

## Память
- Имя на памятнике воинам-интернационалистам Днепропетровщины, погибшим в Афганистане (Днепр)[5];
- Имя на памятнике воинам-интернационалистам на Дзержинке (Кривой Рог);
- Имя на памятнике воинам-интернационалистам в Юбилейном парке (Кривой Рог);
- Именем названа улица в Ингулецком районе Кривого Рога[6];
- Памятный знак в Ингулецком районе Кривого Рога[7];
- Памятная плита на доме № 30 по улице Шувалова в Ингулецком районе Кривого Рога[8].